# Lingua burushaski
Il burushaski, anche detto barushaski, è una lingua isolata parlata dai Burúšo, una popolazione tribale di circa 50 000 - 60 000 persone, che vive nelle valli dell'Hunza, di Nagir, Yasin e Gilgit, nel nord del Pakistan.
Altri nomi sono kanjut (kunjoot), khaguna, werchikwār, boorishki e brushas.
Ad oggi il burushaski contiene prestiti dall'urdu e dalle altre lingue indoiraniche (khowar e shina) delle regioni vicine, che pure hanno preso alcune parole dal burushaski.
Ci sono tre dialetti del burushaski:
- Hunza
- Nagar
- Yasin

Il dialetto di Yasi sembra essere il più puro, ma il più diffuso è l'Hunza.

## Ipotesi sul burushaski
Tentativi sono stati fatti per mettere il burushaski in relazione con altre famiglie linguistiche
come il sumero, il basco, le lingue caucasiche e la famiglia dravidica; comunque, questi sforzi non hanno riscosso grande consenso.

### Ipotesi dene-caucasica
A causa delle somiglianze che sono state osservate con il ket e le lingue caucasiche settentrionali, è stata recentemente avanzata l'ipotesi che faccia parte dell'ipotetica superfamiglia dene-caucasica, di fatto riabilitando alcuni dei summenzionati tentativi (basco e lingue caucasiche).
L'ultimo tentativo in ordine di tempo mirante a collegare burushski e ket (ienisseiano), si deve a George van Driem, dell'Università di Leiden, che li riunisce in una sottofamiglia denominata karasukiana, che sarebbe stata diffusa da una popolazione proveniente dell'Asia centrale, sospinta dell'arrivo degli Indoeuropei da occidente. Questa proposta è ancora al vaglio della critica.

### Influenze indoeuropee "non indoiraniche"?
Il linguista Ilija Casule sostiene che il burushaski sembra mostrare influenze di qualche antica lingua indoeuropea sorprendentemente non indoiranica (si può ricordare che l'unica lingua indoeuropea non indoiranica nota parlata nelle vicinanze era il tocario, oggi estinto). Anche questa ipotesi deve superare il vaglio della critica.

## Letteratura
Il burushaski è una lingua letteraria, sebbene non esista una grande produzione.
Si può menzionare Partawi Shah, un famoso scrittore che ha una produzione poetica in burushaski.
Il burushaski è scritto a volte con una versione modificata dell'alfabeto arabo.

## Fonologia
|           |           | Bilabiali | Dentali | Alveo- palatali | Retroflesse | Velari | Uvulari | Glottali |
| --------- | --------- | --------- | ------- | --------------- | ----------- | ------ | ------- | -------- |
| Occlusive | Sorde     | p         | t       |                 | ʈ           | k      | q       |          |
| Occlusive | Aspirate  | ph        | th      |                 | ʈh          | kh     |         |          |
| Occlusive | Sonore    | b         | d       |                 | ɖ           | g      |         |          |
| Affricate | Affricate |           | ts      | tɕ              | ʈʂ          |        |         |          |
| Fricative | Sorde     |           | s       | ɕ               | ʂ           | x      |         | h        |
| Fricative | Sonore    |           | z       | ʑ               | ʐ           | G      |         |          |
| Nasali    | Nasali    | m         | n       |                 |             | N      |         |          |
| Liquide*  | Liquide*  | w         | l       | j               |             |        |         |          |
| Rotiche   | Rotiche   |           | r       |                 |             |        |         |          |

* Le liquide sono approssimanti laterali.
|           |          | Bilabiali | Dentali | Alveo- palatali | Retroflesse | Velari | Uvulari |
| --------- | -------- | --------- | ------- | --------------- | ----------- | ------ | ------- |
| Occlusive | Tenui    | p         | t       |                 | ʈ           | k      | q       |
| Occlusive | Aspirate | pʰ        | tʰ      |                 | ʈʰ          | kʰ     | qʰ      |
| Occlusive | Sonore   | b         | d       |                 | ɖ           | g      | ɢ       |
| Affricate | Tenui    |           | ts      | tʃ              | tʂ          |        |         |
| Affricate | Aspirate |           | tsʰ     | tʃʰ             | tʂʰ         |        |         |
| Affricate | Sonore   |           | z       | dʒ              | ɖʐ          |        |         |
| Fricative | Sorde    |           | s       | ʃ               | ʂ           |        |         |
| Nasali    | Nasali   | m         | n       |                 |             | ŋ      |         |

|       | Anteriori | Centrali | Posteriori |
| ----- | --------- | -------- | ---------- |
| Alte  | i         |          | u          |
| Medie | e         |          | o          |
| Basse |           | a        |            |

## Grammatica
I nomi in Burushaski sono divisi in quattro generi: umano maschile, umano femminile, oggetti numerabili e non numerabili (simili a nomi di massa). L'assegnazione di un nome a un particolare genere è piuttosto prevedibile.
La morfologia nominale consiste della radice nominale, di un prefisso possessivo (obbligatorio per alcuni nomi: un esempio di possesso inerente), e suffissi di numero e caso. Esistono distinzioni di numero fra singolare, plurale, indefinito e collettivo. I casi comprendono l'assolutivo, l'ergativo, il genitivo e diversi locativi, che possono indicare sia stato che moto, e possono sommarsi.
I verbi del Burushaski hanno tre temi principali: il tema del passato, il tema del presente e il tema consecutivo. Il tema del passato è la forma di citazione, e si usa per l'imperativo e la nominalizzazione; il tema consecutivo è simile a un participio passato e si utilizza per la coordinazione. L'accordo sul verbo presenta tratti sia nominativo-accusativi che ergativo-assolutivi: i verbi transitivi marcano sia il soggetto che l'oggetto della frase, mentre i verbi intransitivi marcano il loro unico argomento sia come soggetto che come oggetto.
L'ordine dei costituenti è generalmente soggetto oggetto verbo.